# Lauren Henry

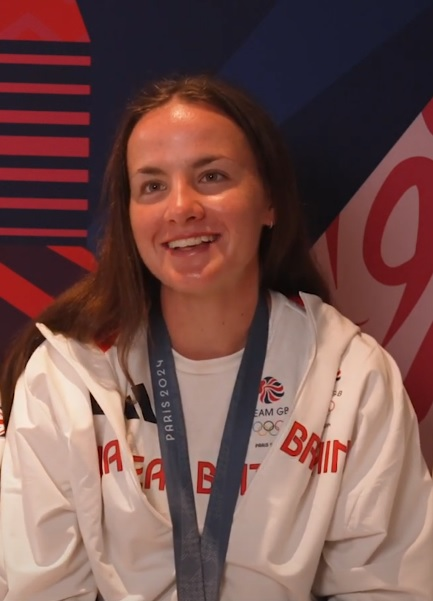
Lauren Henry (2024)

Lauren Henry, MBE (* 21. Dezember 2001) ist eine britische Ruderin. 2023 gewann sie den Weltmeistertitel im Doppelvierer, 2024 wurde sie Olympiasiegerin.

## Karriere
Lauren Henry rudert für den Leicester RC.
Henry belegte bei den U23-Weltmeisterschaften 2021 den vierten Platz im Einer, wobei sie viereinhalb Sekunden hinter der Drittplatzierten ins Ziel kam. Ein Jahr später wurde sie bei den U23-Weltmeisterschaften 2022 erneut Vierte im Einer, diesmal mit acht Sekunden Rückstand auf die Medaillenränge.
Im nächsten Jahr bei den Europameisterschaften 2023 in Bled ruderte Henry im britischen Doppelvierer. Hier siegten die Ukrainerinnen vor den Niederländerinnen. Fast zwei Sekunden dahinter wurden Lauren Henry, Hannah Scott, Georgina Brayshaw und Lucy Glover Dritte. Drei Monate später bei den Weltmeisterschaften 2023 in Belgrad gewann der britische Doppelvierer mit Lauren Henry, Hannah Scott, Lola Anderson und Georgina Brayshaw mit 0,67 Sekunden Vorsprung vor den Niederländerinnen, die drittplatzierten Chinesinnen lagen über fünf Sekunden hinter den Britinnen.
2024 gewann der britische Doppelvierer bei den Europameisterschaften in Szeged vor den Ukrainerinnen. Drei Monate später bei den Olympischen Spielen in Paris führten die Niederländerinnen bis kurz vor dem Ziel. Mit ihrem Endspurt siegten Lauren Henry, Hannah Scott, Lola Anderson und Georgina Brayshaw mit 0,15 Sekunden Vorsprung vor den Niederländerinnen.
2025 wurde sie für ihre Verdienste um den Rudersport zum Member des Order of the British Empire (MBE) ernannt.